# Xã Belcher, Quận Prairie, Arkansas
Xã Belcher (tiếng Anh: Belcher Township) là một xã thuộc quận Prairie, tiểu bang Arkansas, Hoa Kỳ. Năm 2010, dân số của xã này là 73 người.